# Whose Line Is It Anyway?
Whose Line Is It Anyway? (skrótowo nazywane Whose Line?, pl: Tak właściwie czyja to kwestia?) – telewizyjny show, w którym czwórka komików odgrywa w całości improwizowane scenki wcielając się w różne postaci. W zabawie ważna jest publiczność, która – tak jak prowadzący – nie tylko narzuca bohaterom role i style do odegrania, ale także sama często uczestniczy w scenkach.

## Historia
Historia „Whose Line?” sięga roku 1988, gdy w Wielkiej Brytanii program nadawany był w radio. Szybko jednak pojawiła się jego telewizyjna wersja. Show gościł na brytyjskich ekranach przez 10 lat (136 odcinków). W roku 1998 pomysł podchwycił komik Drew Carey, dzięki czemu program pojawił się w amerykańskiej telewizji i nadawany był przez 8 lat (220 odcinków).

## Wersja amerykańska
W amerykańskiej wersji programu pojawiła się większość komików, którzy już wcześniej występowali w wersji brytyjskiej. Pojawiły się nowe gry, a sam prowadzący zaczął uczestniczyć w zabawie oraz przyznawać innym nic nieznaczące punkty za każdą improwizację.
Ze względu na sporą liczbę pomyłek i niecenzuralnych określeń Whose Line? nigdy nie było nadawane na żywo. Dzień zdjęciowy zazwyczaj polegał na nagrywaniu wielu różnych scenek, czasami robiąc powtórki, aby następnie wykorzystać je w kilku odcinkach programu. Podczas nagrywania odcinków w studio byli obecni cenzorzy, którzy dbali o poprawność i przyzwoitość wypowiedzi lub gestów aktorów, a w razie potrzeby mogli nawet przerywać odgrywane scenki.
Dla większości uczestników Whose Line? stało się odskocznią do dalszej kariery – wszyscy oprócz Ryana Stilesa zostali gospodarzami teleturniejów, Brad Sherwood i Colin Mochrie wspólnie występują przed publicznością, Greg Proops został komikiem estradowym, a Wayne Brady obecnie prowadzi już drugi program o tematyce muzycznej.

## Lista aktorów wersji amerykańskiej
- Drew Carey (gospodarz w sezonach 1-8)
- Aisha Tyler (gospodarz w sezonie 9-12)
- Ryan Stiles (regularnie w sezonach 1-12)
- Colin Mochrie (regularnie w sezonach 1-12)
- Wayne Brady (gość w sezonach 1 i 8, regularnie w sezonach 2-7, 9-12)
- Chip Esten (gość w sezonach 2-7)
- Brad Sherwood (gość w sezonach 1-8)
- Greg Proops (gość w sezonach 1-8, 10)
- Kathy Griffin (gość)
- Jeff B. Davis (gość w sezonach 3-7)
- Kathy Greenwood (gość w sezonach 2-7)
- Denny Siegel (gość w sezonach 1, 2, 6, 8)
- Karen Maruyama (gość w sezonach 1, 2)
- Patric Bristow (gość w sezonie 8)
- Josie Lawrence (gość w sezonie 2)
- Ian Gomez (gość w sezonach 1, 8)
- Gary Anthony Williams (gość w sezonach 9-12)
- Keegan Michael Key (gość w sezonach 9-12)
- Jonathan Mangum (gość w sezonach 9-12)
- Heather Anne Campbell (gość w sezonach 9-11)
- Nyima Funk (gość w sezonach 9-10)

Muzycy
- Laura Hall (regularnie)
- Linda Taylor (sezon 2-6)
- Cece Worral-Rubin (sezony 2-6)
- Anne King (sezon 3,5)
- Anna Wanselius (sezony 2-3)

Gościnne występy
- Stephen Colbert (sezon 1,8)
- Robin Williams (sezon 3)
- Hugh Hefner (sezon 4)
- Whoopi Goldberg (sezon 4,5)
- Richard Simmons (sezon 5)
- Katie Harmon (sezon 5)
- Florence Henderson (sezon 5)
- Joanie Laurer (sezon 5)
- Jayne Trcka (sezon 5)
- Undarmaa (sezon 5)
- Neena i Veena (sezon 5)
- Sid Caesar (sezon 5)
- David Hasselhoff (sezon 5)
- Jerry Springer (sezon 5)
- Lauren Cohan (sezon 9)
- Kevin McHale (sezon 9)
- Candice King (sezon 9)
- Kyle Richards (sezon 9)
- Mary Killman i Maria Koroleva (sezon 9)
- Wilson Bethel (sezon 9)
- Lisa Leslie (sezon 9)

## Wersja polska
W lipcu 2009 r. pojawiła się informacja, że TVP2 planuje produkcję polskiej wersji „Whose Line?” pod nazwą „Lama” (holenderskie „De Lama's” powstało na bazie „Whose Line?”). Jednak we wrześniu 2009 okazało się, że do realizacji projektu nie dojdzie. Informację tę przekazał rzecznik TVP Daniel Jabłoński:
Przy pracy nad ramówką jesienną braliśmy pod uwagę różne formaty rozrywkowe, w tym również «Lamę», ale ostatecznie zdecydowaliśmy się na cykl z udziałem naszych artystów kabaretowych «Laskowik & Malicki. Niedziela wieczór».
W ramówce TVP2 na jesień 2013 znalazła się polska wersja „Whose Line” pod nazwą „I kto to mówi?”. Produkcją zajmuje się firma Rochstar. Prowadzącym został Piotr Bałtroczyk, a improwizatorami: Tomasz Sapryk, Hanna Śleszyńska, Antoni Królikowski, Aldona Jankowska, Michał Meyer, Rafał Rutkowski i kabaret Limo.